# Minčol (Oravská Magura, 1394 m)
Minčol (1393,9 m n. m.) je nejvyšší hora v hlavním hřebeni Oravské Magury v jihozápadní části Kubínské hole, přímo nad městem Dolný Kubín. Na východních, částečně odlesněných svazích, se nachází lyžařské středisko SKI PARK Kubínska hoľa. Na severozápadním úbočí se nachází národní přírodní rezervace Minčol. Z vrcholu je výhled na Dolný Kubín, Malou i Velkou Fatru, Vysoké i Nízké Tatry, Veľký Choč, Oravské i Kysucké Beskydy.

## Přístup
- po červeně značené turistické trase ze Zázrivé nebo z hrebeně Kubínské hole
- po modře značené trase přes Kubínsku hoľu z Oravského Podzámku nebo Minčolu (stejnojmenného vrchu, situovaného severně)
- po zeleně značené trase z Dolního Kubína přes Kubínskou hoľu